# Gero, Gifu
Gero (japanska: 下呂市?, Gero-shi) är en stad i Gifu prefektur i Japan. Staden bildades 2004  genom en sammanslagning av kommunerna
Gero, Hagiwara, Kanayama, Maze och Osaka.